# Bourse de Tokyo
Pour les articles homonymes, voir Bourse et JPX.
La bourse de Tokyo, devenue Japan Exchange Group (JPX) (日本取引所グループ, Nihon Torihikijo Gurūpu), aussi appelée Kabuto-Cho, est le marché officiel des actions au Japon. Quelque 2 410 sociétés y sont cotées, ce qui en fait la deuxième place boursière au monde, après le New York Stock Exchange.

## Structure
La bourse de Tokyo, aussi appelée Kabutochō (兜町) (du nom du quartier où elle est située), est une société de type kabushiki kaisha mais non cotée en bourse, comportant neuf directeurs, quatre auditeurs et huit executive officers. Elle est située au 2-1 Nihonbashi-kabutochō, Chūō-ku, Tokyo, Japon. Ses horaires d'ouverture sont de 9h00 à 11h00 et de 13h00 à 15h00.

## Historique

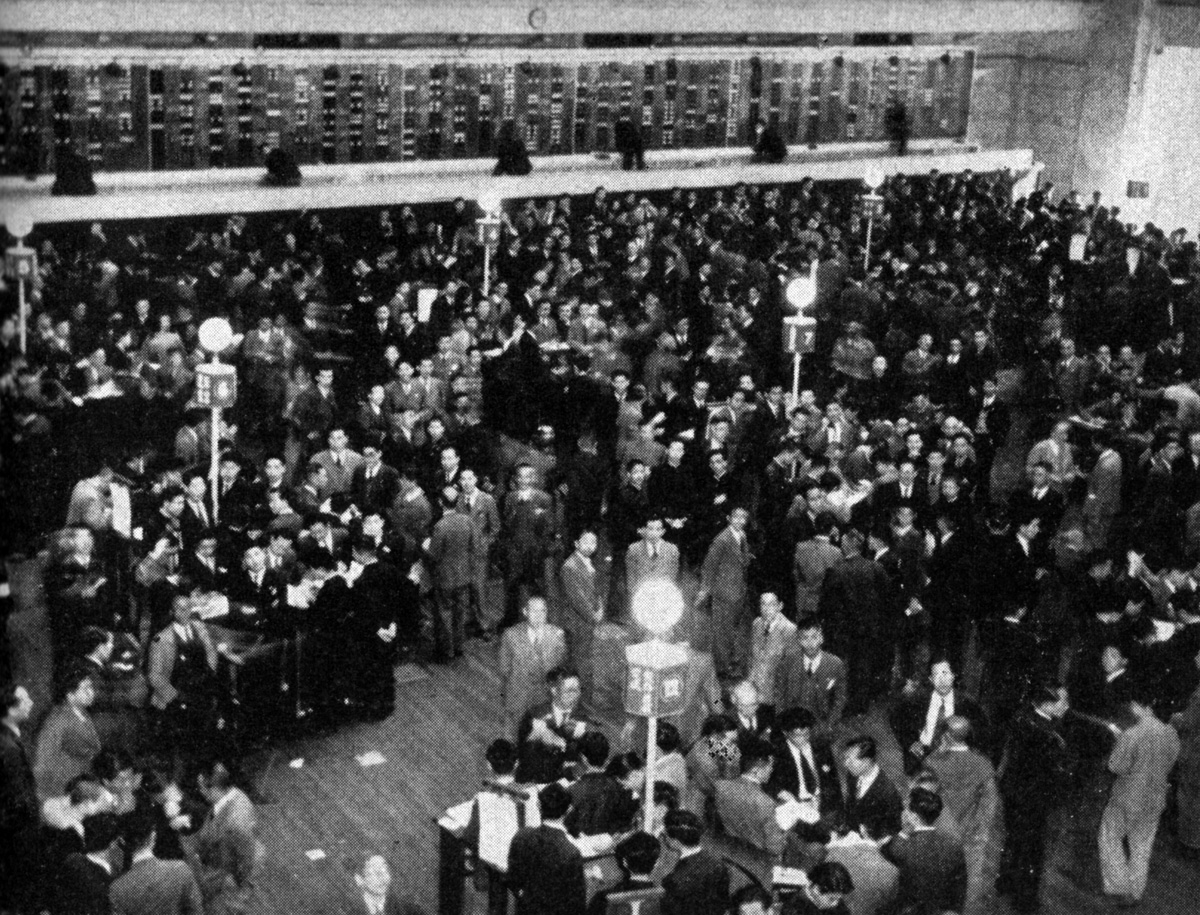
L'intérieur de la bourse en 1950.

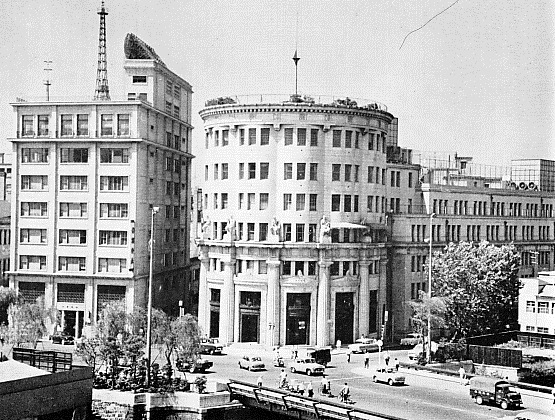
L'extérieur de la bourse vers 1960.

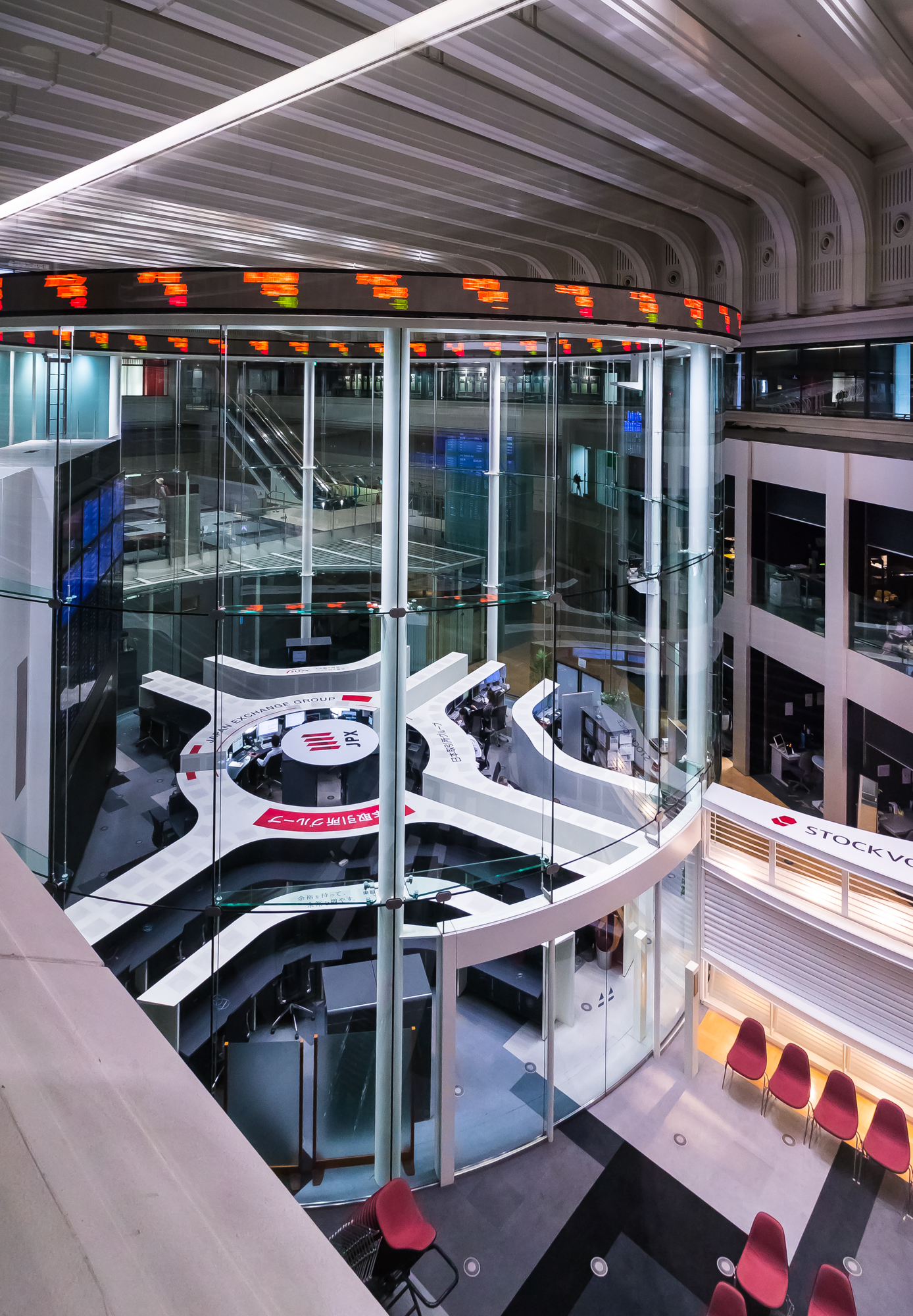
Plancher principal, bien que tous les échanges soient dorénavant informatisés.

La bourse a ouvert pour la première fois le 15 mai 1878 sous le nom de Tōkyō Kabushiki Torihikijo (東京株式取引所). En 1943, elle est combinée à dix autres marchés boursiers et prend le nom de Marché boursier japonais (日本証券取引所, Nippon Shōken Torihikijo). Le 16 mai 1949, la bourse reprend son nom original. L'envolée des cours pendant les années 1980 est un temps fort de l'histoire des bourses de valeurs.
L'actuel bâtiment de la bourse de Tokyo a été inauguré en 1988. Il en remplace un autre, qui datait de 1931.
Le plancher est fermé le 30 avril 1999. Tous les échanges se font dorénavant de façon électronique.
En janvier 2006, à la suite d'une enquête sur Livedoor et son PDG, Takafumi Horie, le volume de transactions sur ce titre devient le plus important de la bourse. Pouvant traiter 4,5 millions de transactions par séance, le système informatique ne peut répondre à toutes les requêtes, obligeant ainsi les responsables de la bourse à suspendre sporadiquement les transactions. Cette incapacité à gérer le volume de transactions est vue comme un signe de mauvaise gestion.
En 2013, la bourse de Tokyo (Tokyo Stock Exchange (TSE) (東京証券取引所, Tōkyō Shōken Torihikijo)) et la bourse d'Osaka (Osaka Securities Exchange (OSE) (大阪証券取引所) fusionnent pour former le Japan Exchange Group (JPX) (日本取引所グループ, Nihon Torihikijo Gurūpu)). En février 2019, Japan Exchange Group annonce la fusion avec TOCOM.

### Identité visuelle (logo)

Logo à partir de 2013.

## Alliances stratégiques
La Bourse de Tokyo est à la recherche de partenaires en Asie, et est sur le point de[Quand ?] s'allier avec Singapore Exchange sur l'offre de produits boursiers. Elle serait prête à faire un investissement stratégique en prenant une part importante dans l'ascension de Singapore Exchange[réf. souhaitée].